# Furness Glacier
Furness Glacier är en glaciär i Antarktis. Den ligger i Sydshetlandsöarna. Argentina, Chile och Storbritannien gör anspråk på området. Furness Glacier ligger 146 meter över havet.
Terrängen runt Furness Glacier är kuperad. Havet är nära Furness Glacier norrut.  Trakten är obefolkad. Det finns inga samhällen i närheten.